# Зачарованные (сезон 7)
Седьмой сезон американского телесериала «Зачарованные» выходил на телеканале The WB с 12 сентября 2004 года по 22 мая 2005 года.

## Сюжет
Пайпер и Пейдж ухаживают за детьми, в то время, как Фиби сутками пропадает на работе. Лео вообще неделями не посещает жену, он гоняется за демонами, которые хотели обратить Уайатта во Зло. Но случайно убивает одного Старейшину. Фиби берёт отпуск и знакомится со своим заместителем Лесли, но их роман был недолгим. Пейдж становится директором Школы Магии. В это время инспектор Шеридан серьёзно берётся за сестёр. Она пытается узнать, куда делся Крис, о котором нет информации ни в одной базе данных. Но она исчезает, когда появляется федерал Броди. Он спрятал Шеридан в психушку. Броди выходит на сестёр и знает о магии. Деррил начинает общаться с сёстрами. Вскоре Броди входит в доверие к Зачарованным и он узнаёт куда больше, чем знал. Тем временем в Подземном Мире вновь суматоха. Группа демонов освободила заточённого Хозяином демона Занку. Он начинает охоту на Зачарованных. Сёстры не знают, как его победить, ведь даже у Хозяина не хватило силы уничтожить врага.Тем временем Лео посещают Аватары. Они предлагают огромнейшую силу и мир без Зла. Лео втайне от всех соглашается на предложение. Но вскоре об этом узнают сёстры. Аватары предлагают изменить мир к лучшему, но без Зачарованных не обойтись. Однако,Броди категорически настроен против Аватар, так как считает, что они убили его родителей. Сёстры намерены изменить мир. Но изменив его они сами изменились. Все они стали подозрительно добрыми и хорошими. Лео говорит Фиби, чтобы она вспомнила все потери: Прю, Грэмс, мама, Энди и др. Став такими, как прежде, сёстры Холливелл решают разобраться с Аватарами с помощью Занку. Кайл Броди погибает, но за то что Кайл помог  победить Аватаров, он становиться Ангелом Хранителем, но он прощается из Пейдж и улетает на небеса.
Изгнав Аватар и перейдя к нормальной жизни Зачарованные думают, как уничтожить Занку. Вскоре он захватывает особняк и пытается впитать Нексус. Но ничего не получается. Тогда он прорывает защиту Школы Магии. Сёстры уязвимы. Они находят способ уничтожить Занку, но для этого нужно погибнуть вместе с ним. Они просят помощи у их покойной сестры Прю. Она наделяет их астральной проекцией и Зачарованные уничтожают Занку и Нексус. Все думают, что сёстры Холливелл погибли. Они меняют облик и планируют жить новой жизнью Деррил видит трёх девушек и парня и понимает, что они живы.
Финальная сцена: Неизвестная сила закрывает дверь особняка Холливеллов. Подразумевается, что дверь закрыла Прю (перед закрытием двери слышен звон, который возникал, когда Прю применяла телекинез).

## В ролях

### Основной состав
- Алисса Милано — Фиби Холливелл (22 эпизода)
- Роуз Макгоуэн — Пейдж Мэтьюс (22 эпизода)
- Холли Мари Комбс — Пайпер Холливелл (22 эпизода)
- Брайан Краузе — Лео Уайатт (22 эпизода)
- Дориан Грегори — Деррил Моррис (10 эпизодов)

### Второстепенный состав
- Керр Смит — Кайл Броди (10 эпизодов)
- Джоэл Светов — Аватар Альфа (8 эпизодов)
- Одед Фер — демон Занку (7 эпизодов)
- Джения Лэно — инспектор Шеридан (7 эпизодов)
- Элизабет Деннехи — Старейшина Сандра (7 эпизодов)
- Ребекка Болдинг — Элис Ротман (6 эпизодов)
- Ник Лаше — Лесли Сент-Клэр (6 эпизодов)
- Джон Кассир — демон Алхимик (1 эпизод)
- Иэн Энтони Дейл — Аватар Гамма (5 эпизодов)
- Джон де Ланси — Старейшина Один (4 эпизода)
- Билли Зейн — Дрейк де Мон (3 эпизода)
- Каризма Карпентер — Оракул Кира (3 эпизода)
- Джеймс Рид — Виктор Беннет (2 эпизода)
- Сандра Проспер — Шейла Моррис (2 эпизода)
- Джулиан Макмэхон — Коул Тёрнер (1 эпизод)
- Дрю Фуллер — Крис Холливелл (1 эпизод)
- Дженнифер Родс — Пенни Холливелл (1 эпизод)
- Финола Хьюз — Пэтти Холливелл (1 эпизод)
- Билли Драго — демон Барбас (1 эпизод)
- Уэсли Рэмси — Уайатт Холливелл (1 эпизод)

## Эпизоды
| № общий | № в сезоне | Название                                                              | Режиссёр         | Автор сценария                          | Дата премьеры    | Произв. код | Зрители в США (млн) |
| --- | ---------- | --------------------------------------------------------------------- | ---------------- | --------------------------------------- | ---------------- | ----------- | ------------------- |
| 135 | 1          | «A Call to Arms» «Призыв к оружию»                                    | Джеймс Л. Конуэй | Брэд Керн                               | 12 сентября 2004 | 4301135     | 5.5                 |
| Одержимость Лео, измученного переживаниями из-за потери сына Криса и ненавистью к Барбасу, ещё более усиливается благодаря Фиби и Пейдж, пригласивших Лео и Пайпер посетить индусскую свадьбу, на которой они неожиданно получают силы Высших индийских Богов-любовников — Шакти, Богини Созидания, и Шивы, Бога Разрушения. Для спасения Вселенной от разрушения Фиби и Пейдж должны всячески препятствовать любовным отношениям Пайпер и Лео. Тем временем одержимость Лео настолько затуманила его разум, что Барбас обманным путём вынуждает его убить одного из Старейшин. В свете всех этих событий Фиби решает взять творческий отпуск и с огромным удивлением узнаёт, что её будет заменять парень, Лесли «Лэс» Сент Клэр, появившийся благодаря её собственному заклинанию, испробованному на Пайпер и Лео. Тем временем Пейдж решает бороться за то, чтобы Магическую Школу не закрыли. |            |                                                                       |                  |                                         |                  |             |                     |
| 136 | 2          | «The Bare Witch Project» «Обнажённый ведьминский проект»              | Джон Т. Кретчмер | Джанин Реншоу                           | 19 сентября 2004 | 4301136     | 4.8                 |
| Пейдж почти проиграла в борьбе за Магическую Школу, когда один из студентов от скуки случайно вызывает Леди Годиву и Лорда Дизона, демона, питающегося подавляемыми эмоциями людей. Зачарованные с помощью Лео должны помешать Лорду Дизону убить Леди Годиву прежде, чем она сможет вернуться в своё время и закончить свою поездку. В то же время Фиби чувствует, что Лэс не способен писать колонку советов для женщин. После того, как Пайпер запретили покормить грудью ребёнка в кафе, Фиби проверяет Лэса, отправив в колонку «Спросите Фиби» анонимное письмо, в котором описывает эту ситуацию и просит совета. Позже Фиби, вдохновлённая Леди Годивой, решает проехать голой по переполненной улице в знак поддержки женской независимости и свободы. |            |                                                                       |                  |                                         |                  |             |                     |
| 137 | 3          | «Cheaper by the Coven» «Шабаш дешевле»                                | Дерек Йохансен   | Марк Уайлдинг                           | 26 сентября 2004 | 4301137     | 5.3                 |
| Невзирая на возражения Пайпер, Фиби и Пейдж вызывают Грэмс для посвящения Криса. Чтобы прекратить конкуренцию между братьями, Грэмс произносит заклинание, но оно превращает сестёр в препирающихся подростков. Тем временем Лео консультируется у демонической провидицы, чтобы выяснить, кто напал на Уайатта, и узнаёт, что он связан с нападавшим. Фиби отправляется на церемонию награждения Лэса, как только становится безумно влюблённым подростком. |            |                                                                       |                  |                                         |                  |             |                     |
| 138 | 4          | «Charrrmed!» «Зачарррованные!»                                        | Мэл Дэмски       | Кэмерон Литвак                          | 3 октября 2004   | 4301138     | 4.7                 |
| Во время поиска исчезнувших ведьм Пейдж сталкивается с Капитаном Джеком Каттингом — ужасным пиратом XVIII века, который ищет Фонтан Молодости, чтобы изменить наложенное на него проклятие, согласно которому он стареет, но не умирает. Когда пират перекладывает проклятье на Пейдж, Фиби и Пайпер должны пробраться в музей, чтобы украсть золотую чашу, посредством которой появляется Фонтан Молодости. Тем временем Лэсли подтасовывает результаты конкурса «Выиграй свидание с Фиби» так, что он сам оказался победителем. Лео продолжает бороться с голосом существа, которое заставило его убить Старейшину. Секрет Зачарованных под угрозой из-за приехавшего в Сан-Франциско таинственного федерального агента Броди, который хочет исследовать сестёр. |            |                                                                       |                  |                                         |                  |             |                     |
| 139 | 5          | «Styx Feet Under» «Клиент всегда мёртв»                               | Кристофер Литч   | Генри Алонсо Майерс                     | 10 октября 2004  | 4301139     | 4.8                 |
| Когда демон Сирк пытается уничтожить свою человеческую половину, убивая своих оставшихся кровных родственников, Пейдж произносит заклинание, которое блокирует все происходящие смерти. Раздражённый тем, что теперь он не может работать, Ангел Смерти настаивает, чтобы Зачарованные помогли ему навести порядок в возникшей путанице и «убивает» Пайпер, так как она может помочь ему восстановить Великий Порядок. Пайпер встревожена, так как она увидела, что в списке душ, которые должен забрать Ангел Смерти, следующей стоит Фиби. Тем временем, агент Броди дает понять, что он заинтересован сёстрами Холливелл уже несколько лет. Фиби осознает свои чувства к Лесли. |            |                                                                       |                  |                                         |                  |             |                     |
| 140 | 6          | «Once in a Blue Moon» «Однажды под голубой луной...»                  | Джон Т. Кретчмер | Дебра Дж. Фишер и Эрика Мессер          | 17 октября 2004  | 4301140     | 4.6                 |
| Из-за подозрений в отношении Лео Старейшины назначают Зачарованным нового Хранителя. Однако, когда нового Хранителя почти убило животное, Старейшины обвиняют в нападении Лео. Стараясь доказать невиновность Лео, Фиби, Пайпер и Пейдж обнаруживают, что животные — это фактически Зачарованные, преобразованные синей луной. Тем временем, агент Броди узнаёт секрет Пейдж и сообщает ей о новой страшной угрозе. Фиби и Лесли говорят о своих чувствах перед тем, как попрощаться навсегда. |            |                                                                       |                  |                                         |                  |             |                     |
| 141 | 7          | «Someone to Witch Over Me» «Кто-то околдовывает меня»                 | Джон Паре        | Роб Райт                                | 31 октября 2004  | 4301141     | 3.9                 |
| Агент Броди просит Пейдж помочь ему расследовать таинственную череду несчастных случаев. Выясняется, что демон Сарпедон захватывает опекунов (ангелов-хранителей) невинных, чтобы защитить себя от угрозы Новой Силы. Тем временем, Пайпер и Фиби убеждают Лео отправиться на поиск демона, лицо которого всё время мерещится Лео. Во время этих поисков Лео находит помощь в лице своего сына Криса. Поиски Лео прекращаются, когда он обнаруживает Пайпер и Фиби убитыми Сарпедоном. Аватары, как часть Новой Силы, предлагают вернуть их к жизни, если Лео примкнет к ним по доброй воле. «The Donnas» выступят в «P3». |            |                                                                       |                  |                                         |                  |             |                     |
| 142 | 8          | «Charmed Noir» «Зачарованный Нуар»                                    | Майкл Гроссман   | Кёртис Кил                              | 14 ноября 2004   | 4301142     | 3.9                 |
| Во время расследования убийства в Магической Школе Пейдж и агента Броди засасывает в незаконченный роман, начатый 20 лет назад двумя студентами. Пейдж и Броди внезапно оказываются в фильме-нуар 30-х годов XX века, где их преследуют гангстеры в поисках знаменитого Бирманского Сокола. Не имея возможности вернуться в свой мир, Пейдж и Броди должны помочь Эдди Муллену, пропавшему молодому соавтору романа, научиться быть героем, чтобы история могла закончиться. |            |                                                                       |                  |                                         |                  |             |                     |
| 143 | 9          | «There's Something About Leo» «Кое-что о Лео»                         | Дерек Йохансен   | Натали Анточи и Скотт Липси             | 21 ноября 2004   | 4301143     | 3.9                 |
| Лео рассказывает Пайпер, что он один из Аватаров, игнорируя предупреждения Альфы и Беты о том, что Пайпер должна узнать об этом в своё время. Фиби и Пейдж обращаются к Кайлу за помощью, но его реакция на их новости причиняет вред. Пока Зачарованные переживают из-за новости Лео, демоны Малвок и Вассен убивают невинного, которого защищали сёстры. Лео вынужден использовать свою новую силу, чтобы изменить ход истории, спасти себя и уничтожить демонов. Деррил подозревает, что Кайл связан с таинственным исчезновением его напарника. Пейдж и Кайл идут на своё первое свидание. |            |                                                                       |                  |                                         |                  |             |                     |
| 144 | 10         | «Witchness Protection» «Защита ведьмы»                                | Дэвид Джексон    | Джанин Реншоу                           | 28 ноября 2004   | 4301144     | 4.1                 |
| Аватары настаивают на том, чтобы Лео защитил Провидицу, потому что она знает то, что поможет им уничтожить демонов. Провидица разделяет с Фиби видение о будущем, в котором нет никаких демонов, давая сёстрам понять, что Аватары могут быть хорошими, и что Лео может стать одним из них. Тем временем, чтобы остановить Провидицу, демоны освобождают Занку — самого мощного демона подземного мира. Агент Броди разделяет с Пейдж свою самую «страшную» тайну, что ещё больше сближает их. Фиби и Деррил начинают подозрительно относиться к агенту Броди. |            |                                                                       |                  |                                         |                  |             |                     |
| 145 | 11         | «Ordinary Witches» «Обыкновенные ведьмы»                              | Джонатан Уэст    | Марк Уайлдинг                           | 16 января 2005   | 4301145     | 3.5                 |
| Всё ещё полностью неуверенная в добрых намерениях Аватаров Пайпер соглашается перевести дар Фиби на себя, чтобы самой увидеть утопический мир из видения Фиби. Во время действия заклинания Занку, самый мощный из демонов подземного мира, ощущает уязвимость сестёр и нападает на них, случайно передав их силы невинным свидетелям произошедшего, которые начинают сходить с ума от этих сил. Тем временем агент Броди хочет убить Лео и Аватаров, чем вынуждает Пейдж устроить ему путешествие в детство, чтобы он, наконец, узнал правду об убийстве своих родителей. Старейшины узнают правду о Лео. |            |                                                                       |                  |                                         |                  |             |                     |
| 146 | 12         | «Extreme Makeover: World Edition» «Экстремальное редактирование мира» | Левар Бертон     | Кэмерон Литвак                          | 23 января 2005   | 4301146     | 3.5                 |
| В то время пока Аватары готовятся к превращению мира в Утопию, они сообщают Зачарованным, что человеческий мир должен быть усыплён, чтобы они могли уничтожить всех оставшихся демонов. Броди сомневается в добрых намерениях Аватаров и призывает Старейшин на помощь, но вместо этого его самого похищает Занку. Броди соглашается помочь Занку остановить изменение мира — они накладывают заклинание паранойи на Фиби, Пайпер и Пейдж. Во время Утопической трансформации Броди использует паранойю Пейдж, чтобы привлечь и убить Аватара. Однако Броди платит высокую цену за свои действия. |            |                                                                       |                  |                                         |                  |             |                     |
| 147 | 13         | «Charmageddon» «Чармагеддон»                                          | Джон Т. Кретчмер | Генри Алонсо Майерс                     | 30 января 2005   | 4301147     | 3.9                 |
| Пока Зачарованные наслаждаются новым миром без борьбы со злом, Лео узнаёт от Аватаров, что для того, чтобы сохранить этот Утопический мир, они должны также управлять судьбами, решая, кто должен умереть, а кто будет жить. Желая остановить Аватаров, Лео объединяется с Занку, чтобы вернуть всё обратно. Ему не удаётся убедить Фиби, Пайпер и Пейдж, что Аватары убивают невинных, поэтому он жертвует собой, заставляя сестёр присоединиться к Занку, чтобы изменить время и возвратить «старый» мир. Пейдж ожидает неожиданный сюрприз. Судьба Лео в руках Старейшин. |            |                                                                       |                  |                                         |                  |             |                     |
| 148 | 14         | «Carpe Demon» «Наслаждаться демоном»                                  | Стюарт Гиллард   | Кёртис Кил                              | 13 февраля 2005  | 4301148     | 2.9                 |
| Пейдж занята поисками нового профессора для Школы Магии. Она узнаёт, что один из кандидатов Дрейк — бывший демон, который в стремлении стать человеком заключил сделку с колдуном. Пытаясь убедить сестёр в своих добрых намерениях, Дрейк превращается в Робина Гуда, чтобы помочь им увидеть, что жизнь не так уж и плоха. Однако, Колдун с помощью заклинания заставляет Дрейка действительно поверить в то, что он Робин Гуд. Уверенный, что Фиби — служанка Мэрион, а коррумпированный владелец телефонной кампании — злой принц Джон, Дрейк берёт его в заложники, что вызывает ажиотаж в СМИ. А Пайпер не может наслаждаться праздником Дня Святого Валентина, зная, что Лео в руках Старейшин. |            |                                                                       |                  |                                         |                  |             |                     |
| 149 | 15         | «Show Ghouls» «Шоу призраков»                                         | Мэл Дэмски       | Роб Рйт, Дебра Дж. Фишер и Эрика Мессер | 20 февраля 2005  | 4301149     | 3.2                 |
| Инспектор Моррис опасается своего друга Майка. Фиби, Пейдж и Дрейк выясняют, что Майк работал недалеко от участка, где в 1899 году сгорело кабаре и погибли сотни человек. Дух одного из погибших использует тело Майка, чтобы позвать на помощь от имени всех Потерянных Душ, которые оказались заперты в кабаре и вынуждены переживать события той ужасной ночи вечно. Однако, когда Фиби и Дрейк самостоятельно попадают в прошлое — в ночь пожара, они застревают в 1899 году. Тем временем Пайпер, опасаясь, что она будет разлучена с Лео, предлагает ему устроить «семейные каникулы». Пейдж подражает Фиби. |            |                                                                       |                  |                                         |                  |             |                     |
| 150 | 16         | «The Seven Year Witch» «Семь лет ведьма»                              | Майкл Гроссман   | Джанин Реншоу                           | 10 апреля 2005   | 4301150     | 3.9                 |
| Пайпер, с нетерпением ждущая новостей о судьбе пропавшего Лео, подвергается нападению демонов и впадает в кому. Попав в космическую пустоту между жизнью и смертью, дух Пайпер с удивлением встречает там Коула, ждущего её. Ещё больше её удивляет то, что Коул говорит ей, что он должен помочь им с Лео остаться вместе, чтобы Фиби опять поверила в любовь. Тем временем Совет Старейшин в качестве испытания лишает Лео его сил, памяти и отправляет в совершенно неизвестное ему место — сердце должно привести его к его Истинной Судьбе: либо к семейному счастью, либо к Великому Добру. Фиби, Пейдж и Деррил ищут Лео. Прежде чем его время истечёт, Дрейк совершает последний добрый поступок. |            |                                                                       |                  |                                         |                  |             |                     |
| 151 | 17         | «Scry Hard» «Предсказать сложно»                                      | Дерек Йохансен   | Энди Ризер и Даг Э. Джонс               | 17 апреля 2005   | 4301151     | 3.4                 |
| Занку посылает одного из своих демонов напасть на Лео, он надеется выманить сестёр из дома, чтобы можно было начать поиски Нексуса и выпустить Тень, заполучив при этом огромную Силу. Испуганный тем, что на его глазах демоны нападают на родителей, Уайатт уменьшает своих родителей, тем самым загоняя их в ловушку в кукольном домике. Неспособные остановить Занку с его планом выпустить Тень, Фиби, Пайпер и Пейдж наблюдают, как Лео, так как он единственный нейтральный (он стал смертным, т.е. не обладает никакой силой), поглощает Тень. Тем временем Фиби оставляют главной в газете, Пейдж чувствует необходимость «расправить крылья» (как Хранитель), а Лео получит предложение, от которого сложно отказаться. «Collective Soul» выступают в клубе «P3». |            |                                                                       |                  |                                         |                  |             |                     |
| 152 | 18         | «Little Box of Horrors» «Маленькая коробочка ужасов»                  | Джон Паре        | Кэмерон Литвак                          | 24 апреля 2005   | 4301152     | 3.9                 |
| Зачарованные опять должны обогнать время, действуя как можно быстрее, когда мифический Ящик Пандоры попадает в руки амбициозной демоницы Кати, которая намерена открыть Ящик и наполнить мир всеми печалями, таящимися в нём. Фиби и Пайпер пытаются найти Надежду (Хоуп) — опекуна, способную вернуть всё зло, выпущенное из Ящика, обратно. Во время поисков Надежды сёстры сталкиваются с Катей. В то же время Пейдж получает своё первое задание в качестве Хранителя, как раз то, чего она так опасалась. Лео становится папой-домоседом и непосредственно наблюдает все проделки Уайатта. |            |                                                                       |                  |                                         |                  |             |                     |
| 153 | 19         | «Freaky Phoebe» «Причудливая Фиби»                                    | Майкл Гроссман   | Марк Уайлдинг                           | 1 мая 2005       | 4301153     | 3.6                 |
| Жизнь зачарованных бьёт ключом. Пейдж назначают первого подопечного — Митчела, который сначала отказывается с ней работать; на Пайпер в клубе нападают демоны (что опять вызывает подозрительность инспектора Шеридан); Лео успешно управляет школой магии; на Фиби в лифте нападает демон и отрезает локон волос. Оказывается, что волосы Фиби потребовались демонессе-страшиле Имаре, чтобы поменяться с ней телами. Задуманное удаётся, и теперь в теле Фиби — Имара, а в теле Имары — Фиби, которую запирают в клетку в подземном мире. Имара при помощи сестёр уничтожает советника и судью — демонов под прикрытием и своих врагов — чем ещё больше вызывает подозрения у Шеридан. Сёстры, вопреки надеждам и ухищрениям Фиби, не догадываются о подмене, более того, они уничтожают её, приняв за демона. Поняв, какую ошибку совершили, они догадываются, что надо произнести обратное заклинание и при помощи Митчела добиваются своего. Душа Фиби возвращается в своё тело, а душа Имары уходит в ад. Пейдж наконец-то находит общий язык со своим подопечным. |            |                                                                       |                  |                                         |                  |             |                     |
| 154 | 20         | «Imaginary Fiends» «Воображаемые друзья»                              | Джонатан Уэст    | Генри Алонсо Майерс                     | 8 мая 2005       | 4301154     | 3.3                 |
| Пайпер обеспокоена безопасностью и развитием Уайатта. Похоже, теперь Уайатт пойдёт в нормальный детсад. Лео обеспокоен тем, что Уайатт разговаривает сам с собой, но воспитатель успокаивает его, говоря, что многие дети это делают. Неизвестный сёстрам демон по имени Викус надевает шутливый костюм, чтобы не напугать ребёнка, в то время как он будет пытаться настроить на тёмную сторону Уайатта и переманить его во Зло. Фиби, которая снова собралась учиться, спрашивает у одного из преподавателей совета относительно Уайатта, который говорит ей, что Уайатту необходим воображаемый друг, как это часто бывает с детьми. Сёстры вызывают будущего Уайатта, чтобы понять, что происходит с маленьким Уайаттом. |            |                                                                       |                  |                                         |                  |             |                     |
| 155 | 21         | «Death Becomes Them» «Смерть им к лицу»                               | Джон Т. Кретчмер | Кёртис Кил                              | 15 мая 2005      | 4301155     | 3.4                 |
| Занку планирует сделать сестёр наиболее уязвимыми, чтобы заполучить Книгу Таинств. Он приступает к активным действиям после того, как на глазах у Фиби убивают её однокурсника. Девушка чувствует свою вину, а Занку воскрешает парня, чтобы ещё больше усугубить её состояние. Также согласно плану Занку, Пейдж чувствует себя опустошенной после того, как находит своего нового подопечного мёртвым и понимает, что бессильна помочь ему. Понимая, что за всеми этими смертями стоит Занку, Фиби, Пайпер и Пейдж отправляются к Алхимику, который помогает Занку, и сталкиваются со всеми теми невинными, которым не смогли помочь за последние семь лет, тем самым предоставляя Занку отличный шанс заполучить Книгу Таинств. |            |                                                                       |                  |                                         |                  |             |                     |
| 156 | 22         | «Something Wicca This Way Goes…?» «Что-то магическое уходит…?»        | Джеймс Л. Конуэй | Роб Райт и Брэд Керн                    | 22 мая 2005      | 4301156     | 3.4                 |
| Завладев Книгой Таинств, Занку планирует, наконец, заполучить Нексус и получить всю силу Тени. Что бы отвлечь внимание Занку от Нексуса, Фиби, Пайпер и Пейдж успешно вынуждают его «заняться» ими. Используя заклинание из Книги, Занку крадёт дар предвидения Фиби, благодаря которому он сможет сорвать план нападения сестёр. Сёстры понимают, что единственный способ остановить Занку — пожертвовать собой. Неужели сёстры потеряют магию и она уйдет туда, откуда пришла, в Книгу Таинств…? |            |                                                                       |                  |                                         |                  |             |                     |